# Herpestomus arridens
Herpestomus arridens là một loài tò vò trong họ Ichneumonidae.